# Luigi Boccherini
Luigi Boccherini (Lucca, 19 de febrer de 1743 - Madrid, 28 de maig de 1805) fou un violoncel·lista i compositor italià actiu sobretot a Espanya, on estigué al servei de l'Infant Lluís, germà del rei Carles III.

## Biografia
Va pertànyer a una família d'artistes. Son pare Leopoldo era un excel·lent contrabaixista, el seu germà Giovanni Gastone va ser llibretista de diverses òperes d'Antonio Salieri i de Haydn i la seva germana va ser ballarina.
Luigi va mostrar molt aviat interès per la música, i particularment pel violoncel. Son pare li va donar les primeres lliçons, però estranyat per les aptituds de l'infant el va confiar al mestre de capella de la catedral de Lucca el sacerdot i compositor Domenico Francesco Vannucci. De seguida va ser enviat a Roma perquè estudiara amb un dels compositors més cèlebres de l'època: Costanzi. S'hi va familiaritzar amb la música de Palestrina i Gregorio Allegri, el cèlebre Miserere del qual, va causar una forta impressió al jove músic. Boccherini va esdevenir el més gran violoncel·lista del seu temps, igualant en virtuosisme als millors violinistes contemporanis.
El 1757, després de finalitzar els estudis a Sant Pere de Roma, va acompanyar son pare, que havia obtingut un lloc de contrabaixista per a ell mateix i de violoncel·lista per a Luigi a l'orquestra de la Cort Imperial d'Àustria a Viena, i no va tornar a Lucca fins al 1764.
En aquest any, Luigi va estimar-se més la plaça de violoncel·lista a la capella palatina de Lucca i deixa Viena per la seua ciutat natal.
Davant el relatiu estancament de la seua carrera (el sou era baix) deixa novament Lucca per a fer una gira de concerts per França amb el quartet de corda que ell mateix havia creat l'any 1764 (quelcom excepcional a l'època), el repertori del qual estava format per obres de Haydn, de Boccherini i d'altres compositors coneguts a l'època. Entre 1764 i 1768, va compondre dos oratoris: Giuseppe Riconoscuito i Gioas, re di Guidea.
El 1768, va arribar a París amb Manfredi, músic del seu quartet de corda. Després de les baralles entre els partidaris de Gluck i els de Piccinni, els italians hi eren benvinguts. A París va poder publicar alguns quartets i trios i junt a Manfredi va presentar les seues obres al Concert Spirituel. El renom de Boccherini va començar a estendre's. L'ambaixador d'Espanya a París va reeixir a convèncer Boccherini i Manfredi de visitar Madrid prometent-los una feina estable sota la protecció i mecenatge de l'Infant Lluís, germà del rei. Aquesta proposició pot semblar estranya, car el rei Carles III no estimava la música. Finalment, Boccherini es va instal·lar a Madrid l'any 1768, país on va residir fins a la seua mort.
.

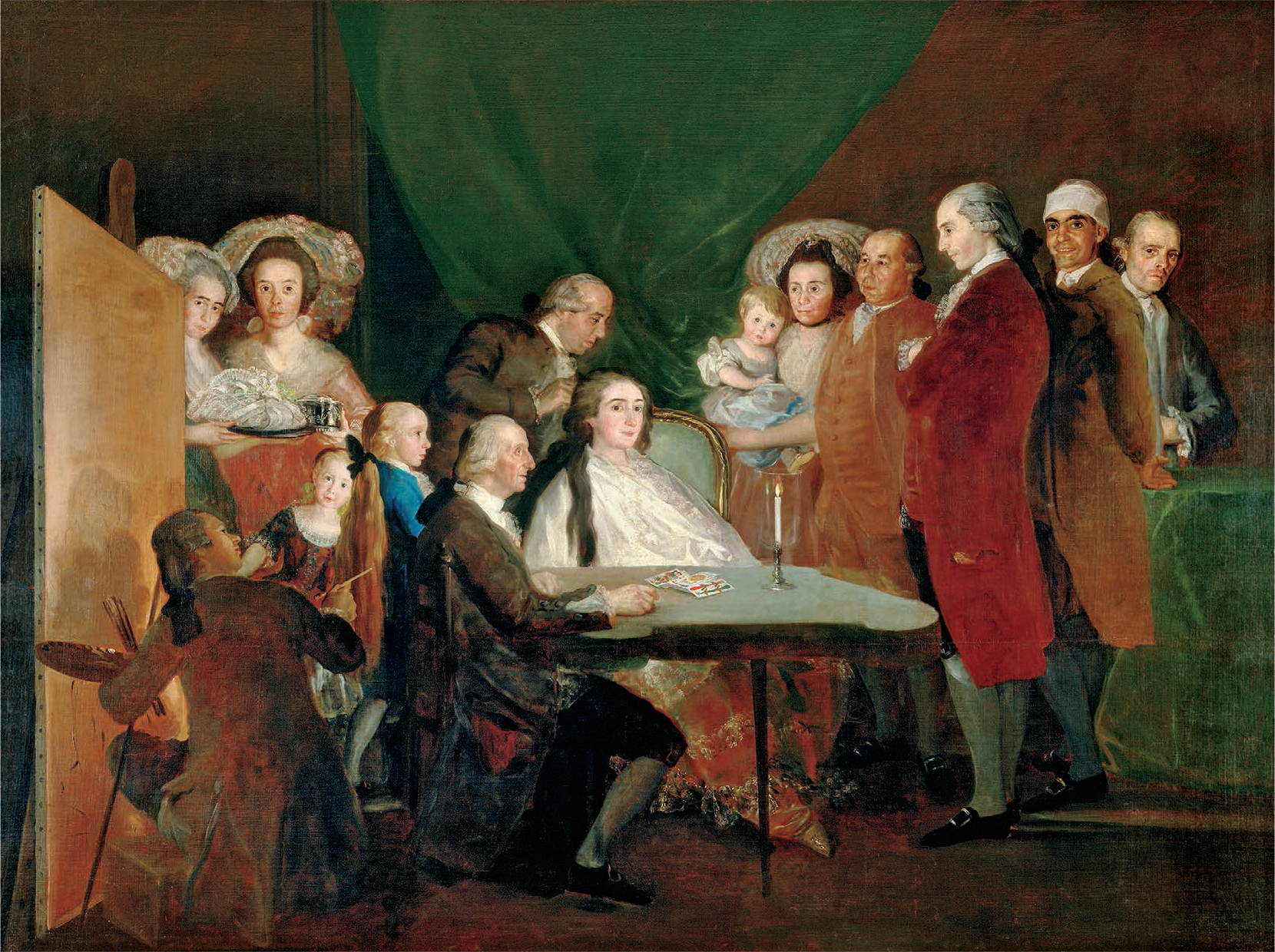
La família de l'infant Lluís de Borbó. Oli de Goya. Fundació Magnani-Rocca (Corte di Mamiano, Itàlia). A la dreta un grup de servents, amb Boccherini en primer pla

Però la situació no era efectivament tan brillant com s'esperaven. Nombrosos músics italians exercien a Madrid i aviat es van mostrar gelosos del nouvingut. A més, només els autors d'òperes podien esperar la glòria a Madrid i no era el seu cas. No va ser fins a 1770 que l'infant Lluís va contractar el compositor com a violoncel·lista i compositor. Aquest any, va començar a compondre el seu primer quintet de corda, forma que va contribuir a desenvolupar d'una manera decisiva. Va esdevenir molt prolífic i va produir nombroses peces de música de cambra que van contribuir a acréixer el seu prestigi: els quartets opus 15 van donar-li fama arreu d'Europa. És un període de probable proximitat amb Gaetano Brunetti, mestre de violí i compositor del nebot de l'Infant Lluís, el futur Carles IV, període d'influències mútues i d'evolució estilística. El 1776, el matrimoni morganàtic de l'infant Lluís va suposar-ne el desterrament de la cort i que Bochherini i Manfredi l'acompanyessin al palau d'Arenas de San Pedro i fossin llavors rebutjats per la cort de Madrid. La seua producció se'n va ressentir. Tot i això, en aquesta època va compondre el seu formidable Stabat Mater (1781).
El 1785 va morir el seu protector. Carles III li va assignar una pensió i va aconseguir posar-se al servei de Frederic Guillem II de Prússia qui el va nomenar compositor de cambra i a qui va trametre diverses obres per correspondència. A partir de 1786, va entrar al servei de la duquessa de Benavente i Osuna, que mantenia una petita orquestra privada, de la qual Boccherini va ser el director. En aquesta època, freqüentava el pintor Goya que també havia estat protegit per l'infant Lluís.
Per raons desconegudes va perdre aquesta darrera feina, i el 1797 va perdre també la pensió del rei Guillem a causa de la mort d'aquest. Abatut i arruïnat Boccherini va intentar vendre algunes obres a Ignace Joseph Pleyel, editor de París, qui va abusar de la difícil situació del compositor. Gràcies a Lucien Bonaparte, ambaixador francès a Madrid, va obtenir el 1800 un càrrec remunerat, i en prova de gratitud li va dedicar dues sèries de quintets (op.60 et op.62).
Una successió de desgràcies familiars (mort d'alguns dels seus fills i de la seua segona esposa) el van deprimir. Va caure en un estat d'extrema pobresa i, mal allotjat, va morir a Madrid d'una malaltia pulmonar el 1805.
Fou enterrat en l'església de San Miguel, Santos Justo y Pastor (actual Basílica de San Miguel) de Madrid; l'any 1927 les seues restes foren traslladades a la seva ciutat natal i avui són a l'església de San Francesco de Lucca.
Com en el cas de Scarlatti encara es troben a Madrid els descendents de Luigi Boccherini.

## Obra
Boccherini és conegut principalment per la seva música de cambra, i en particular pels seus nombrosos quintets de corda (Quasi 125 peces). La seva obra simfònica, tot i ser abundant, s'interpreta poc. Un dels seus concerts per a violoncel i el minuet del quintet op. 11/5 s'han guanyat molta popularitat.
Va deixar 11 concerts per a violoncel i orquestra, 27 sonates per a violoncel, 6 sonates per a violí, 42 trios de corda, 179 quintets per a diverses combinacions d'instruments, 19 sextets i septets, 29 simfonies, la sarsuela La Clementina, etc.
L'obra de Luigi Boccherini ha estat catalogada per Yves Gérard. El número de catàleg s'indica amb "G".

## Obres principals

### Obres concertants
- Concert per a violoncel en si bemoll menor

### Obres de cambra
- Minuet del Quintet op. 11/5 G 275
- Quintets per a teclat i corda de l'op. 57: 57/2 G 414, 57/3 G 415 i 57/6 G 418 «A la nació francesa»
- Quintet de corda op. 30/6 G 324 «La música nocturna dels carrers de Madrid»
- Quintets de corda del op. 11: 11/4 G 274, 11/5 G 275 i 11/6 G 276
- Quintet núm. 3 per a corda i guitarra G 447
- Quintet 9 per a corda i guitarra G 453 «La retirada de Madrid»

### Música religiosa
- Stabat Mater
- Gioas re di Giuda
- Giuseppe riconosciuto